# ミシェル・ペレイラ
ミシェル・ペレイラ（Michel Pereira、1993年10月6日 - ）は、ブラジルの男性総合格闘家。パラー州マラバ出身。アメリカ合衆国ネバダ州ラスベガス在住。スコーピオン・ファイティング・システム/チーム・デモリドール/オーバーカム・アカデミー所属。

## 来歴
12歳から空手を始め、並行して16歳からブラジリアン柔術を始める。そのほか、レスリングや実戦的カポエイラの技も取り込み、トリッキーなスタイルを駆使する。
2011年にプロ総合格闘技デビュー。HEAT、ROAD FC、修斗等の団体に参戦し、22勝9敗2無効試合の戦績を残した。

### UFC
2019年5月18日、UFC初参戦となったUFC Fight Night: dos Anjos vs. Leeでダニー・ロバーツと対戦し、右飛び膝蹴りから右ストレートで1RKO勝ち。パフォーマンス・オブ・ザ・ナイトを受賞した。
2019年9月14日、UFC Fight Night: Cowboy vs. Gaethjeでトリスタン・コネリーと対戦。試合前のオッズでは4.7倍対1.1倍で圧倒的有利と目されていたが、0-3の判定負け。この試合はファイト・オブ・ザ・ナイトに選ばれたが、ペレイラは前日計量で1ポンドの体重超過をしたため、ボーナス獲得の権利を剥奪された。
2020年2月15日、UFC Fight Night: Anderson vs. Błachowicz 2でディエゴ・サンチェスと対戦。優勢に試合を進めたものの、3Rにペレイラが反則である膝をついた状態の頭部に膝蹴りを放ち、サンチェスが額をカットし続行不可能となったため失格負け。
2020年9月5日、UFC Fight Night: Overeem vs. Sakaiでゼリム・イマダエフと対戦し、リアネイキドチョークで3R一本勝ち。パフォーマンス・オブ・ザ・ナイトを受賞した。
2022年5月21日、UFC Fight Night: Holm vs. Vieiraでウェルター級ランキング14位のサンチアゴ・ポンジニッビオと対戦し、2-1の判定勝ち。ファイト・オブ・ザ・ナイトを受賞した。
2023年10月14日、ミドル級復帰戦となったUFC Fight Night: Yusuff vs. Barbozaでアンドレ・ペトロスキーと対戦し、右ストレートでダウンを奪いパウンドで1RTKO勝ち。パフォーマンス・オブ・ザ・ナイトを受賞した。
2024年3月9日、UFC 299でミハル・オレクシェイチュクと対戦し、リアネイキドチョークで絞め落とし1R一本勝ち。2試合連続のパフォーマンス・オブ・ザ・ナイトを受賞した。
2024年5月4日、UFC 301でイーホル・ポティエリアと対戦し、開始54秒にギロチンチョークで一本勝ち。3試合連続のパフォーマンス・オブ・ザ・ナイトを受賞した。
2024年10月19日、UFC Fight Night: Hernandez vs. Pereiraでミドル級ランキング13位のアンソニー・ヘルナンデスと対戦し、グラウンドの肘打ち連打で5RTKO負け。

## 戦績
| 総合格闘技 戦績 | 総合格闘技 戦績 | 総合格闘技 戦績 | 総合格闘技 戦績 | 総合格闘技 戦績 | 総合格闘技 戦績 | 総合格闘技 戦績 |
| --------------- | --------------- | --------------- | --------------- | --------------- | --------------- | --------------- |
| 46 試合         | (T)KO           | 一本            | 判定            | その他          | 引き分け        | 無効試合        |
| 31 勝           | 11              | 9               | 11              | 0               | 0               | 2               |
| 13 敗           | 2               | 1               | 9               | 1               | 0               | 2               |

| 勝敗 | 対戦相手                                         | 試合結果                                     | 大会名                                                       | 開催年月日     |
|      | カイル・ダウカウス                               |                                              | UFC Fight Night: Walker vs. Zhang                            | 2025年8月23日  |
| ×    | アブス・マゴメドフ                               | 5分3R終了 判定0-3                            | UFC on ESPN 66: Machado Garry vs. Prates                     | 2025年4月26日  |
| ×    | アンソニー・ヘルナンデス                         | 5R 2:22 TKO（グラウンドの肘打ち連打）        | UFC Fight Night: Hernandez vs. Pereira                       | 2024年10月19日 |
| ○    | イーホル・ポティエリア                           | 1R 0:54 ギロチンチョーク                     | UFC 301: Pantoja vs. Erceg                                   | 2024年5月4日   |
| ○    | ミハル・オレクシェイチュク                       | 1R 1:01 リアネイキドチョーク                 | UFC 299: O'Malley vs. Vera 2                                 | 2024年3月9日   |
| ○    | アンドレ・ペトロスキー                           | 1R 1:06 TKO（右ストレート→パウンド）         | UFC Fight Night: Yusuff vs. Barboza                          | 2023年10月14日 |
| ○    | サンチアゴ・ポンジニッビオ                       | 5分3R終了 判定2-1                            | UFC Fight Night: Holm vs. Vieira                             | 2022年5月21日  |
| ○    | アンドレ・フィアリョ                             | 5分3R終了 判定3-0                            | UFC 270: Ngannou vs. Gane                                    | 2022年1月22日  |
| ○    | ニコ・プライス                                   | 5分3R終了 判定3-0                            | UFC 264: Poirier vs. McGregor 3                              | 2021年7月10日  |
| ○    | ケイオス・ウィリアムズ                           | 5分3R終了 判定3-0                            | UFC Fight Night: Thompson vs. Neal                           | 2020年12月19日 |
| ○    | ゼリム・イマダエフ                               | 3R 4:39 リアネイキドチョーク                 | UFC Fight Night: Overeem vs. Sakai                           | 2020年9月5日   |
| ×    | ディエゴ・サンチェス                             | 3R 3:09 失格（反則の膝蹴り）                 | UFC Fight Night: Anderson vs. Błachowicz 2                   | 2020年2月15日  |
| ×    | トリスタン・コネリー                             | 5分3R終了 判定0-3                            | UFC Fight Night: Cowboy vs. Gaethje                          | 2019年9月14日  |
| ○    | ダニー・ロバーツ                                 | 1R 1:47 KO（右ストレート）                   | UFC Fight Night: dos Anjos vs. Lee                           | 2019年5月18日  |
| ○    | キム・デソン                                     | 2R 1:02 TKO（膝蹴り連打）                    | ROAD FC 052                                                  | 2019年2月23日  |
| ○    | チェ・ウォンジョン                               | 1R 0:41 KO（右ストレート）                   | ROAD FC 051 XX                                               | 2018年12月15日 |
| ×    | ドゥスコ・トドロビッチ                           | 1R 4:32 TKO（左フック→パウンド）             | Serbian Battle Championship 19 【SBCミドル級タイトルマッチ】 | 2018年12月1日  |
| －   | バットムンフ・ブレンゾリッグ                     | 5R 1:46 ノーコンテスト（ペレイラの体重超過） | HEAT 43 【HEATウェルター級王座決定戦】                       | 2018年9月17日  |
| ○    | ヤン・ヒージョン                                 | 3R 1:48 TKO（右膝蹴り）                      | ROAD FC 048                                                  | 2018年7月28日  |
| ○    | キム・リュル                                     | 1R 0:51 TKO                                  | HEAT 42                                                      | 2018年5月27日  |
| －   | カルロス・ペリラ                                 | 1R 2:52 ノーコンテスト（ケージの故障）       | Arena Fight 8                                                | 2018年5月12日  |
| ○    | ラエルテ・コスタ                                 | 1R 4:02 リアネイキドチョーク                 | SBC 17 【SBCウェルター級タイトルマッチ】                     | 2018年4月28日  |
| ○    | ルカ・ストレゾスキ                               | 5分3R終了 判定2-0                            | SBC 15 【SBCウェルター級王座決定戦】                         | 2017年12月8日  |
| ×    | クルバンジャン・トゥルオシバケ                   | 5分3R終了 判定0-3                            | Kunlun Fight MMA 15                                          | 2017年10月3日  |
| ○    | ヘナート・ゴメス                                 | 3R 0:54 三角絞め                             | TAURA MMA 1                                                  | 2017年9月16日  |
| ○    | クリスティアーノ・エステラ・リオス               | 5分3R終了 判定3-0                            | Fusion FC 24                                                 | 2016年12月21日 |
| ×    | イスマエル・デ・ジェズス                         | 5分3R終了 判定0-3                            | Shooto Brasil 67 【修斗南米大陸ウェルター級タイトルマッチ】  | 2016年11月11日 |
| ○    | スタンリー・バルボサ                             | 1R 4:56 肩固め                               | Revelation FC 4                                              | 2016年5月13日  |
| ×    | アブバカル・バガエフ                             | 5分3R終了 判定0-3                            | Akhmat Fight Show 18                                         | 2016年4月9日   |
| ×    | カールストン・ハリス                             | 5分3R終了 判定0-3                            | XFC International 12                                         | 2015年11月28日 |
| ○    | カイロ・ロチャ                                   | 5分5R終了 判定3-0                            | XFC International 9                                          | 2015年3月14日  |
| ○    | ジェラウド・コエーリョ                           | 1R 2:40 ギロチンチョーク                     | XFC International 7                                          | 2014年11月1日  |
| ○    | カイオ・ホブソン・シウバ                         | 1R 5:00 TKO（棄権）                          | Arena Fight 6                                                | 2014年5月31日  |
| ×    | ゾジマール・デ・オリベイラ・シウバ・ジュニオール | 2R 5:00 腕ひしぎ十字固め                     | Iron Man CF 18                                               | 2014年5月24日  |
| ○    | アルフレッド・ソウザ                             | 5分3R終了 判定3-0                            | Jungle Fight 65                                              | 2014年2月2日   |
| ○    | シウマル・ヌネス                                 | 1R 4:18 三角絞め                             | Tucumã Fighting Show 5                                       | 2013年12月21日 |
| ○    | ハイメ・トルドバ                                 | 5分3R終了 判定3-0                            | 300 Sparta MMA 4                                             | 2013年10月10日 |
| ○    | ダジエル・ダ・シウバ・ジュニア                   | 5分3R終了 判定3-0                            | The Green Fight                                              | 2013年9月28日  |
| ○    | レナト・プテンテ・フローレス                     | 1R 5:00 腕ひしぎ十字固め                     | 300 Sparta MMA 3                                             | 2013年9月16日  |
| ○    | レジナウド・フェレイラ                           | 1R 4:12 TKO                                  | Arena Sport Combat                                           | 2013年8月10日  |
| ○    | フランシニー・ドス・サントス・ベッサ             | 1R 1:52 TKO（ドクターストップ）              | Marajó Fight 5                                               | 2013年7月13日  |
| ×    | ルベニウトン・ペレイラ                           | 5分3R終了 判定0-3                            | MMA Dragon Fighters                                          | 2013年4月6日   |
| ×    | ルベニウトン・ペレイラ                           | 5分3R終了 判定0-3                            | Tucumã Fighting Show 3                                       | 2013年3月30日  |
| ×    | ブルーノ・レアンドロ・ソアレス                   | 5分3R終了 判定0-3                            | Colisão Top Fight                                            | 2013年1月12日  |
| ○    | シバウド・アウベス                               | 5分3R終了 判定3-0                            | Tucumã Fighting Show 2                                       | 2012年6月15日  |
| ○    | マグノ・シウバ                                   | 2R 5:00 TKO（パンチ連打）                    | Tucumã Fighting Show 1                                       | 2012年1月21日  |
| ○    | エドソン・ディアス                               | 1R 3:20 TKO（パンチ連打）                    | Dragon Fight Championship                                    | 2011年12月22日 |

## 獲得タイトル
- SBCウェルター級王座（2017年）

## 表彰
- UFC ファイト・オブ・ザ・ナイト（2回）
- UFC パフォーマンス・オブ・ザ・ナイト（5回）